# Hugo V van Bourgondië
Hugo V van Bourgondië (circa 1294 - 9 mei 1315) was van 1306 tot 1315 hertog van Bourgondië. Hij behoorde tot het huis Bourgondië.

## Levensloop
Hugo was de oudste zoon van hertog Robert II van Bourgondië en diens echtgenote Agnes van Frankrijk, dochter van koning Lodewijk IX van Frankrijk. In 1306 volgde hij zijn overleden vader op als hertog van Bourgondië. Wegens zijn minderjarigheid stond hij tot in 1311 onder het regentschap van zijn moeder.
In 1302 werd Hugo V verloofd met Catharina van Valois, dochter van graaf Karel I van Valois. De verloving werd echter op 30 september 1312 afgebroken. Hugo bleef daarna ongehuwd, waardoor hij uiteindelijk geen nakomelingen had.
Hugo V was eveneens titulair koning van Thessaloniki. Deze titel verkocht hij in 1313 aan zijn broer Lodewijk in ruil voor diens rechten op het hertogdom Bourgondië. In 1315 stierf Hugo, waarna zijn broer Odo IV hem opvolgde als hertog van Bourgondië.

## Voorouders
| Voorouders van Hugo V van Bourgondië | Voorouders van Hugo V van Bourgondië                                    | Voorouders van Hugo V van Bourgondië                                    | Voorouders van Hugo V van Bourgondië                                    | Voorouders van Hugo V van Bourgondië                                    | Voorouders van Hugo V van Bourgondië                                             | Voorouders van Hugo V van Bourgondië                                             | Voorouders van Hugo V van Bourgondië                                                 | Voorouders van Hugo V van Bourgondië                                                 |
| ------------------------------------ | ----------------------------------------------------------------------- | ----------------------------------------------------------------------- | ----------------------------------------------------------------------- | ----------------------------------------------------------------------- | -------------------------------------------------------------------------------- | -------------------------------------------------------------------------------- | ------------------------------------------------------------------------------------ | ------------------------------------------------------------------------------------ |
| Overgrootouders                      | Odo III van Bourgondië (1166-1218) ∞ Alix van Vergy (1182-1252)         | Odo III van Bourgondië (1166-1218) ∞ Alix van Vergy (1182-1252)         | Robert III van Dreux (1185-1234) ∞ Aénor van Saint Valery (-1250)       | Robert III van Dreux (1185-1234) ∞ Aénor van Saint Valery (-1250)       | Lodewijk VIII van Frankrijk (1187-1226) ∞ 1200 Blanca van Castilië (1188-1252)   | Lodewijk VIII van Frankrijk (1187-1226) ∞ 1200 Blanca van Castilië (1188-1252)   | Raymond Berengarius V van Provence (1198-1245) ∞ 1220 Beatrix van Savoye (1205-1266) | Raymond Berengarius V van Provence (1198-1245) ∞ 1220 Beatrix van Savoye (1205-1266) |
| Grootouders                          | Hugo IV van Bourgondië (1212-1272) ∞ 1229 Yolande van Dreux (1212-1248) | Hugo IV van Bourgondië (1212-1272) ∞ 1229 Yolande van Dreux (1212-1248) | Hugo IV van Bourgondië (1212-1272) ∞ 1229 Yolande van Dreux (1212-1248) | Hugo IV van Bourgondië (1212-1272) ∞ 1229 Yolande van Dreux (1212-1248) | Lodewijk IX van Frankrijk (1214-1270) ∞ 1234 Margaretha van Provence (1221-1295) | Lodewijk IX van Frankrijk (1214-1270) ∞ 1234 Margaretha van Provence (1221-1295) | Lodewijk IX van Frankrijk (1214-1270) ∞ 1234 Margaretha van Provence (1221-1295)     | Lodewijk IX van Frankrijk (1214-1270) ∞ 1234 Margaretha van Provence (1221-1295)     |
| Ouders                               | Robert II van Bourgondië (1248-1306) ∞ 1279 Agnes Capet (1260-1325)     | Robert II van Bourgondië (1248-1306) ∞ 1279 Agnes Capet (1260-1325)     | Robert II van Bourgondië (1248-1306) ∞ 1279 Agnes Capet (1260-1325)     | Robert II van Bourgondië (1248-1306) ∞ 1279 Agnes Capet (1260-1325)     | Robert II van Bourgondië (1248-1306) ∞ 1279 Agnes Capet (1260-1325)              | Robert II van Bourgondië (1248-1306) ∞ 1279 Agnes Capet (1260-1325)              | Robert II van Bourgondië (1248-1306) ∞ 1279 Agnes Capet (1260-1325)                  | Robert II van Bourgondië (1248-1306) ∞ 1279 Agnes Capet (1260-1325)                  |